# Toritto
Toritto – miejscowość i gmina we Włoszech, w regionie Apulia, w prowincji Bari.
Według danych na styczeń 2009 gminę zamieszkiwało 8656 osób przy gęstości zaludnienia 116,1 os./1 km².